# Raoul Bompard
Pour les articles homonymes, voir Bompard.
Raoul Bompard, né le 17 décembre 1860 à Gênes (Ligurie, Italie) et mort le 11 septembre 1939 à Senlis (Oise, France), est un homme politique français.

## Biographie
Docteur en droit, avocat à Paris en 1883, il devient secrétaire de François Varambon, sous-secrétaire d’État à la Justice. Conseiller municipal de Paris en 1887, il est vice-président du conseil municipal en 1896. Il est député de la Seine de 1898 à 1902, inscrit au groupe des Républicains progressistes. Il est secrétaire de la chambre de 1898 à 1902. Il entre ensuite dans la magistrature et termine sa carrière comme président de chambre à la cour d'appel de Paris. En 1922, il est nommé président du conseil de surveillance de l'Assistance publique de Paris.